# Еліптичне псевдопросте число
У теорії чисел псевдопросте число називають еліптичним псевдопростим числом для (E, P), де E — еліптична крива, визначена над полем раціональних чисел із комплексним множенням на порядок у {\displaystyle \mathbb {Q} {\big (}{\sqrt {-d}}{\big )}}, що має рівняння y2 = х3 + ax + b де a, b — цілі числа, P — точка на E, а n — натуральне число, таке, що символ Якобі (−d | п) = −1, якщо (n + 1)P ≡ 0 (mod n).
Кількість еліптичних псевдопростих чисел, менших за X, обмежена зверху, для великого X:
{\displaystyle X/\exp((1/3)\log X\log \log \log X/\log \log X)\ .}